# Заболотний Григорій Михайлович
Григо́рій Миха́йлович Заболо́тний (нар. 6 січня 1952, Кидрасівка) — голова Вінницької обласної ради 5-го скликання (квітень 2006 — листопад 2010).

## Біографія
Народився 6 січня 1952 року в селі Кидрасівка Бершадського району Вінницької області в сім'ї колгоспників.
1959—1967 — навчався в місцевій восьмирічній школі, 1968 року вступив до Верхівського сільськогосподарського технікуму. Після закінчення працював агрономом колгоспу ім. Чкалова Теплицького району Вінницької області.
З 1972 по 1974 роки проходив строкову військову службу. З 1975 по 1976 роки працював агрономом по захисту рослин колгоспу «Шлях до комунізму» Бершадського району Вінницької області, потім п'ять років — головним агрономом цього ж господарства.
1976—1981 — навчався в Уманському сільськогосподарському інституту, отримавши спеціальність вченого агронома. З 1982 по 1986 роки — головний агроном, заступник начальника управління сільського господарства Бершадського райвиконкому. З 1986 по 1992 роки працював заступником, першим заступником, головою Бершадського РАПО. В квітні 1992 року призначений представником Президента України у Бершадському районі. В червні 1994 року обраний головою Бершадської районної ради народних депутатів, а в липні 1995 року призначений головою Бершадської районної адміністрації. З червня 1998 року по червень 2004 року працював у Вінницькій обласній держадміністрації заступником, першим заступником голови.
З червня 2004 по червень 2005 року — перший проректор з наукової роботи та виробництва Вінницького державного аграрного університету. З червня 2005 по квітень 2006 року — перший заступник голови Вінницької облдержадміністрації.
З 27 квітня 2006 року до 11 листопада 2010 року займав посаду голови Вінницької обласної Ради.
Кандидат сільськогосподарських наук (з 1999). Кандидатська дисертація «Удосконалення елементів технології вирощування сої в південному лісостепу України та підвищення ефективності використання продуктів її переробки». Професор кафедри селекції та насінництва сільськогосподарських культур Вінницького державного аграрного університету (з 2005).
На виборах до Верховної ради 2012 року переміг і став Народним депутатом України у окрузі № 17.

## Сім'я
- Отець Михайло Іванович (1923) і мати Марія Кіфорівна (1925), померли.
- Дружина Наталія Михайлівна (1953) — домогосподарка.
- Син Олег (1975) — директор Вінницької філії Національної академії державної податкової служби України.
- Дочка Оксана (1980) — асистент кафедри аграрного менеджменту Вінницького державного аграрного університету.

## Відзнаки
- Почесне звання «Заслужений працівник сільського господарства України»[4]
- Почесна Грамота Кабінету Міністрів України[5]
- Відзнака МВС України «За сприяння органам внутрішніх справ України»
- Орден «За заслуги» III ступеня[6]
- Відзнака Президента України — ювілейна медаль «25 років незалежності України».[7]